# Damnitz (ród)
Von Damnitz - ród staromarchijski, wzmiankowany w księstwie pomorskim (1243 r.), w ziemi chojeńskiej (Smolnica 1337 r. ), gorzowskiej (Kamień Wielki 1350 r.), myśliborskiej (Chłopowo 1353 r., 2 poł. XVI w.; Rościn 2 poł. XVI w.)